# 蔡厝港骨灰甕安置所
蔡厝港骨灰甕安置所（英語：Choa Chu Kang Columbarium）位於新加坡蔡厝港坟场內，由國家環境局管理。該骨灰甕安置所設有約147,000個骨灰龕位，分布於18棟四層樓高的建築中。設計理念旨在為逝者提供安寧之所，並為前來悼念親人的訪客帶來慰藉。
它是新加坡政府經營的三座骨灰甕安置所之一，另兩處為萬禮火化場與骨灰甕安置所及義順骨灰甕安置所。